# Ligdia alba
Ligdia alba là một loài bướm đêm trong họ Geometridae.